# Vaika saared

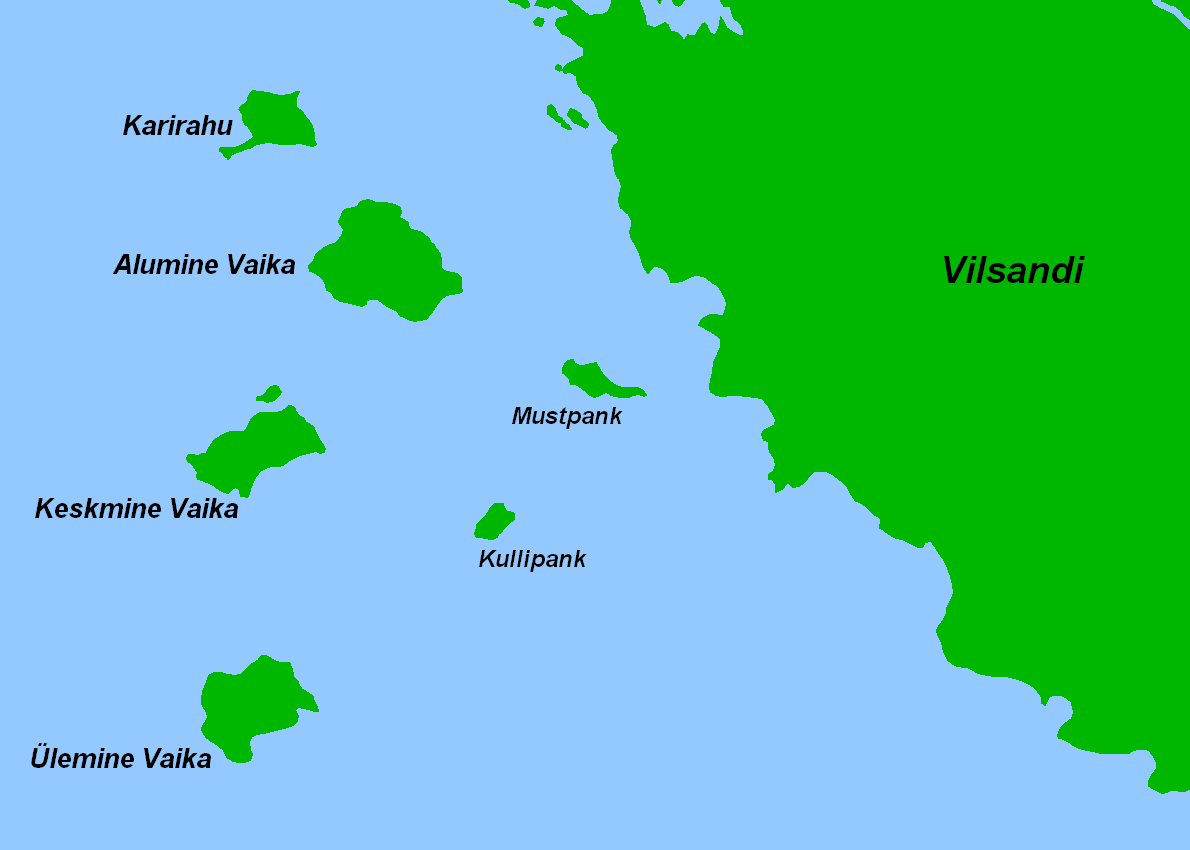
Karta över Vaikaöarna.

Vaika saared är en ögrupp i Estland. Den ligger i landskapet Saaremaa (Ösel), i den västra delen av landet, 210 km sydväst om huvudstaden Tallinn. Öarna ligger i Ösels kommun sedan 2017, dessförinnan tillhörde dem den dåvarande Lümanda kommun.
Öarna ingår i Vilsandi nationalpark och ligger strax väster om ön Vilsandi i Östersjön. 
Öarna heter:
- Alumine Vaigas, även Alumine Vaika (3 hektar[2])
- Karirahu (0,7 hektar[3])
- Keskmine Vaigas, även Keskmine Vaika (1,3 hektar[4])
- Kullipank (0,1 hektar[5])
- Mustpank (0,2 hektar[6])
- Ülemine Vaigas, även Ülemine Vaika (1,5 hektar[7])

Årsmedeltemperaturen i trakten är 5 °C. Den varmaste månaden är augusti, då medeltemperaturen är 17 °C, och den kallaste är januari, med −4 °C.